# Белл, Джеймс Аарон
Джеймс Аарон Белл (англ. James Aaron Bell; род. 14 июня 1948, Лос-Анджелес, Калифорния, США) — американский предприниматель. Бывший финансовый директор и корпоративный президент корпорации Boeing, член совета директоров корпорации Apple Inc. и Dow Chemical.

## Биография
1 октября 2015 года Джеймс Белл был включен в совет директоров корпорации Apple Inc., заменив давнего члена правления Мики Дрекслера, который покинул Apple в марте 2015 года.